# Zeyvə (Şərur)
Zeyvə è un comune dell'Azerbaigian situato nel distretto di Şərur.